# Ophirion atlixcoensis
Ophirion atlixcoensis là một loài ruồi trong họ Tachinidae.